# 1922 en droit
Cet article présente les faits marquants de l'année 1922 en droit.

## Événements

### Décembre
- 22 décembre : signature du traité d'union entre la RSFS de Russie, la RSFS de Transcaucasie, la RSS d'Ukraine et la RSS de Biélorussie afin de créer l'URSS.
- 30 décembre : naissance de l'Union des républiques socialistes soviétiques, proclamée par le premier Congrès des Soviets d'URSS.